# Matulda och Megasen
Matulda och Megasen är en svensk animerad TV-serie i sex delar av Hans Arnold och Vera Nordin från 1967. Den producerades i svart/vitt och repriserades av TV under 1968. Den följdes av en bok (1967). Ytterligare sex avsnitt i färg producerades och visades av TV1 1975, de klipptes ihop till en långfilm (1975) och färgavsnitten repriserades av TV1 1986. 

## Boken
Baserat på TV-serien producerade samma skaparduo också Matulda och Megasen som barnbok – med "de mest spännande äventyren". Denna gavs ut på Sveriges Radios förlag 1967. Kapitlen i boken är "Matulda och Megasen", "Upp- och nervända världen", "Den stora grimas-tävlingen", "Megasen lär sig simma", "Kung Storpösus den tredje bli mindre" och "Luftrövarn som inte ville vara ensam".

## Filmen
1975 hade Matulda & Megasen, en 83 minuter lång tecknad film, premiär i TV1. Den var till skillnad från TV-serien producerad i färg. Filmen producerades i Kungsbacka i en animationsstudio som drevs av animatörerna Sune Persson och Gilbert Elfström SP Film AB. Filmen släpptes senare på VHS (av Kanal 10).

## Figurer och handling
Matulda och Megasen är små luftisar som människor bara kan se i månsken. I deras luftburna rike regerar kung Storpösus. Megasen är en liten rund varelse med både namn och skepnad påminnande om en korsning mellan en liten gris och en pegas. Matulda är en kvinna som flyger på en kvast. I TV-serien/boken utspelas till största delen i luftisarnas rike. Utgångspunkten för långfilmen är den statskupp (ledd av Lillpösus den djärve – även känd som Slidder Sladder – och hans handgångne Klart Som Korvspad) som genomförs under den pågående värmeböljan i luftisarnas rike. Därefter sker handlingen i förstone nere på jorden, ibland hyreshus, kontorspapper, vaniljglassdrivor och saftglas. I både TV-serie och långfilm figurerar människobarnen Mats och Mi som de enda viktigare mänskliga rollfigurerna.

## Visningar och media

### Visningar (TV-serien)
- Avsnitt 1: 1967-11-11 (TV)
- Avsnitt 2: 1967-11-18 (TV)
- Avsnitt 3: 1967-11-25 (TV)
- Avsnitt 4: 1967-12-02 (TV)
- Avsnitt 5: 1967-12-09 (TV)
- Avsnitt 6: 1967-12-16 (TV)

- Reprissändning 1: 1968-08-27 (TV) etc
- Reprissändning 2: 1975-12-24 (TV1, som del av programmet Hej Jul!) [4]
- Reprissändning 3: 1986-03-27 (TV1)

### Visningar (långfilmen)
- 1975 (TV1)[5]

### Utgåvor
- Boken: Arnold, Hans/Nordin, Vera: Matulda och Megasen. Sveriges Radios förlag, 1967. 66 sidor (liggande format). Matulda och Megasen i Libris
- Långfilmen: Matulda & Megasen, Kanal 10 (VHS VR92-0494), 1992[1]